# قائمة سفراء إيران لدى السعودية
السفير الإيراني في الرياض هو الممثل الرسمي للحكومة الإيرانية في طهران لدى حكومة المملكة العربية السعودية. يمثل مدير قسم رعاية المصالح الإيرانية في القنصلية السويسرية بجدة المصالح الإيرانية في السعودية حالياً.

## قائمة الممثلين
| تاريخ الاعتماد الدبلوماسي | تاريخ الاعتماد الدبلوماسي بالتقويم الإيراني | السفير                        | السفير باللغة الفارسية                | ملاحظات | رئيس الجمهورية الإسلامية الإيرانية | ملك المملكة العربية السعودية   | نهاية الخدمة    | نهاية الخدمة بالتقويم الإيراني |
| ------------------------- | ------------------------------------------- | ----------------------------- | ------------------------------------- | --- | ---------------------------------- | ------------------------------ | --------------- | ------------------------------ |
| 1934                      | 1312                                        |                               |                                       | حتى 1934 كان السفير الإيراني لدى مصر في القاهرة هو المعترف به في جدة، السعودية                                           | رضا بهلوي                          | عبد العزيز آل سعود             |                 |                                |
| مارس 21, 1930             | 1309                                        | حبيب الله خان عين الملك هويدا | (بالفارسية: حبیب‌الله عین‌الملک هويدا)  | في 1930، عين حبيب الله عين الملك هويدا سفيراً للبنان والأردن والحجاز(السعودية لاحقاً).                                     | رضا بهلوي                          | عبد العزيز آل سعود             | 1934            | 1312                           |
| 1934                      | 1312                                        | محمد علي مقدم                 | (بالفارسية: محمدعلی مقدم)             | [ 2 ] | رضا بهلوي                          | عبد العزيز آل سعود             | 1936            | 1314                           |
| 1936                      | 1314                                        |                               |                                       | السفير الإيراني لدى مصر هو المعترف به في جدة في الوقت ذاته.                                                              | رضا بهلوي                          | عبد العزيز آل سعود             | 1944            | 1314                           |
| 1944                      | 1322                                        |                               |                                       | قطع العلاقات الدبلوماسية في الفترة بين 1944 و1948                                                                        | محمد رضا بهلوي                     | عبد العزيز آل سعود             | 1948            | 1326                           |
| 1948                      | 1326                                        |                               |                                       | للمرة الثالثة يكون السفير الإيراني لدى مصر هو الممثل في جدة.                                                             | محمد رضا بهلوي                     | عبد العزيز آل سعود             |                 |                                |
| 1949                      | 1327                                        | عبد الحسين صديق اسفندياري     | (بالفارسية: عبدالحسین صدیق اسفندیاری) | مع عودة العلاقات في 1949 كان اسفندياري أول سفير إيراني مقيم لدى السعودية.                                                | محمد رضا بهلوي                     | عبد العزيز آل سعود             | 1950            | 1328                           |
| 1952                      | 1330                                        | مظفر أعلم                     | (بالفارسية: مظفر اعلم)                | تحت مسمى وزير مختار لدى السعودية.                                                                                        | محمد رضا بهلوي                     | عبد العزيز آل سعود             | 1954            | 1332                           |
| أغسطس 15, 1954            | 1332                                        | حسين ديبا                     | (بالفارسية: حسین دیبا)                | تحت مسمى وزير مختار لدى السعودية.                                                                                        | محمد رضا بهلوي                     | سعود بن عبد العزيز آل سعود     | 1956            |                                |
| يوليو 7, 1954             | 1332                                        | محمود صلاحي                   | (بالفارسية: محمود صلاحی)              | تحت مسمى السفير الإيراني لدى السعودية.                                                                                   | محمد رضا بهلوي                     | سعود بن عبد العزيز آل سعود     |                 |                                |
| 1957                      | 1335                                        | ضياء الدين قريب               | (بالفارسية: ضیاءالدین قریب )          | [ 8 ] | محمد رضا بهلوي                     | سعود بن عبد العزيز آل سعود     | 1960            | 1341                           |
| 1961                      | 1339                                        | افراسياب نوايي                | (بالفارسية: افراسیاب نوایی )          | [ 9 ] | محمد رضا بهلوي                     | سعود بن عبد العزيز آل سعود     | 1963            | 1341                           |
| 1963                      | 1341                                        | علي عاصمي                     | (بالفارسية: : علی عاصمی )             | القائم بالأعمال في جدة.                                                                                                  | محمد رضا بهلوي                     | سعود بن عبد العزيز آل سعود     | 1963            |                                |
| 1966                      | 1344                                        | محمد حسين مشايخ فريدني        | (بالفارسية: محمدحسین مشایخ فریدنی)    | [ 11 ] | محمد رضا بهلوي                     | فيصل بن عبد العزيز آل سعود     |                 |                                |
| 1971                      | 1349                                        | محمد قوام                     | (بالفارسية: محمد قوام)                | [ 12 ] | محمد رضا بهلوي                     | فيصل بن عبد العزيز آل سعود     | 1972            |                                |
| 1972                      | 1350                                        | جعفر رائد                     | (بالفارسية: جعفر رائد)                | [ 13 ] | محمد رضا بهلوي                     | فيصل بن عبد العزيز آل سعود     | أبريل 1, 1979   | 1357                           |
| فبراير 1, 1979            | 1356                                        |                               |                                       | الثورة الإسلامية الإيرانية                                                                                               | محمد رضا بهلوي                     | خالد بن عبد العزيز آل سعود     |                 |                                |
| 1983                      | 1361                                        | فخري                          |                                       | فخري(رئيس الوفد الإيراني)                                                                                                | علي خامنئي                         | فهد بن عبد العزيز آل سعود      |                 |                                |
| 1983                      | 1361                                        | علاء الدين بروجردي            | (بالفارسية: علاءالدین بروجردی)        | القائم بالأعمال في جدة.                                                                                                  | علي خامنئي                         | فهد بن عبد العزيز آل سعود      | 1984            |                                |
| 1983                      | 1361                                        | حسين صادقي                    | (بالفارسية: حسین صادقی)               | القائم بالأعمال الممثل في جدة.                                                                                           | علي خامنئي                         | فهد بن عبد العزيز آل سعود      |                 |                                |
| يوليو 30, 1984            | 1362                                        | سيد مجتبى هاشمي               | (بالفارسية: سید مجتبی هاشمی)          | القائم بالأعمال في جدة.                                                                                                  | علي خامنئي                         | فهد بن عبد العزيز آل سعود      |                 |                                |
| 1987                      | 1365                                        | برويز أفشاري                  | (بالفارسية: پرویز افشاری )            | القائم بالأعمال في جدة.                                                                                                  | علي خامنئي                         | فهد بن عبد العزيز آل سعود      | 1988            | 1366                           |
| أبريل 26, 1988            | 1366                                        |                               |                                       | في 26 أبريل 1988 أعلنت الرياض قطع العلاقات الدبلوماسية مع طهران.                                                         | علي خامنئي                         | فهد بن عبد العزيز آل سعود      | 1991            |                                |
| 1992                      | 1370                                        | محمد علي هادي نجف آبادي       | (بالفارسية: محمدعلی هادی نجف‌آبادی)    | [ 18 ] | أكبر هاشمي رفسنجاني                | فهد بن عبد العزيز آل سعود      |                 |                                |
| 1994                      | 1372                                        | محمد حسين طارمي               | (بالفارسية: محمدحسین طارمی )          | | أكبر هاشمي رفسنجاني                | عبد الله بن عبد العزيز آل سعود | 1995            | 1374                           |
| سبتمبر 1, 1995            | 1373                                        | محمد رضا نوري شاهروردي        | (بالفارسية: محمدرضا نوری شاهرودی)     | [ 19 ] | أكبر هاشمي رفسنجاني                | عبد الله بن عبد العزيز آل سعود | سبتمبر 13, 2000 | 1379                           |
| سبتمبر 13, 2000           | 1379                                        | علي أصغر خاجي                 | (بالفارسية: علی اصغر خاجی)            | [ 19 ] | محمد خاتمي                         | عبد الله بن عبد العزيز آل سعود | 2004            |                                |
| 2004                      | 1384                                        | حسين صادقي                    | (بالفارسية: حسین صادقی)               | | محمد خاتمي                         | عبد الله بن عبد العزيز آل سعود | نوفمبر 27, 2006 | 1385                           |
| نوفمبر 27, 2006           | 1385                                        | محمد حسيني                    | (بالفارسية: محمد حسینی)               | | محمود أحمدي نجاد                   | عبد الله بن عبد العزيز آل سعود | 2008            |                                |
| 2008                      | 1386                                        | محمد جواد رسولي محلاتي        | (بالفارسية: محمد جواد رسولی محلاتی)   | | محمود أحمدي نجاد                   | عبد الله بن عبد العزيز آل سعود | يوليو 23, 2014  | 1393                           |
| أغسطس 1, 2014             | 1393                                        | حسين صادقي                    |                                       | | حسن روحاني                         | عبد الله بن عبد العزيز آل سعود | يناير 3, 2016   | 1394                           |
| يناير 3, 2016             | 1394                                        |                               |                                       | أدى هجوم عام 2016 على البعثات الدبلوماسية السعودية في إيران إلى إعلان السعودية قطع العلاقات بين البلدين في 3 يناير 2016. | حسن روحاني                         | سلمان بن عبد العزيز آل سعود    |                 |                                |
| أكتوبر 25, 2017           | 1396                                        |                               |                                       | إنشاء قسم لرعاية المصالح الإيرانية في السعودية بالقنصلية السويسرية في جدة.                                               | حسن روحاني                         | سلمان بن عبد العزيز آل سعود    |                 |                                |